# Estátua de Tristão Vaz Teixeira
A estátua de Tristão Vaz Teixeira, situa-se no centro do concelho de Machico, no largo da Igreja Matriz de Machico. Foi construída em 1971 por Pedro Anjos Teixeira e é feita de bronze. Nela pode-se observar que este encontra-se com uma vestimenta típica da sua época, onde se apresenta com uma pose confiante e de força interior, o eu demonstra o seu poder e o quão era e ainda é uma personagem admirada pelos habitantes da ilha.

## História
Com João Gonçalves Zarco e Bartolomeu Perestrelo, descobriu as ilhas de Porto Santo e da Ilha da Madeira, entre 1419 e 1420, que foi encarregado de colonizar, iniciando o processo em 1425.
Dirigiram-se à Madeira a cujo reconhecimento procederam. A maior ilha do arquipélago foi, então, dividida em duas porções, uma das quais, com sede em Machico ficou à responsabilidade de Tristão Teixeira. A 8 de maio de 1440, por carta do Infante D. Henrique, a administração do território é doada a Tristão Teixeira sob a forma de capitania.
Para além disto, há informação de ter participado noutras viagens marítimas que, em 1445 “integra o capitão de Machico, bem como Garcia Homem, genro de Zarco, numa armada que escalou a Madeira a caminho das costas de África. Essa armada deteve-se em Canárias, a tentar obter alguém para serviço do Infante, o que, não tendo sido possível, determinou o regresso de algumas caravelas, entre as quais as duas idas da Madeira.”
Teixeira teria também participado na conquista de Ceuta em 1415, o que mais tarde levou a se juntar com João Gonçalves Zarco, quando integrou armada do Algarve e a descobrir a ilha. Inicialmente desejavam participar numa expedição pela costa africana, mas acabaram por se desviar para a ilha do Porto Santo.
Em 1437, Tristão participou na tentativa falhada da conquista de Tânger, tendo-se empenhado na sua preparação, assim como João Gonçalves Zarco embora este tenha permanecido na Madeira enquanto Tristão partiu para o Norte de África.
Em 1445, navegou para a costa ocidental africana onde realizou “a maior expedição realizada até então, sendo composta por 26 caravelas e uma fusta, algumas das quais da Madeira. Tristão Vaz armou e comandou uma dessas embarcações e viajou até às ilhas Gomeira e Palma, nas Canárias, não tendo prosseguido viagem até à ilha de Arguim e cabo de Resgate.”
Em 1447, voltou a armar e capitanear uma caravela possivelmente com destino às Canárias ou à orla costeira da África Ocidental. Por volta de 1420, casou no Continente com Branca Teixeira de quem teve vários filhos que fizeram nascer inúmeras famílias madeirenses, que se podem observar ainda hoje.
Passou a usar o apelido da sua mulher, porque “a família da sua mulher era de estatuto social mais elevado”. Depois de ter cometido atrocidades contra um fidalgo degredado que mantivera uma relação ilícita com uma das suas filhas, foi-lhe retirada a capitania.
A 17 de Fevereiro de 1452, D. Afonso V perdoo-lhe as ofensas e autorizou-o a regressar a Machico que governou por mais algum tempo. Porém, por ter alguns negócios no Algarve mudou-se para Silves onde faleceu, provavelmente nos anos 80 do século XV.

## Pedro Anjos Teixeira
Escultor nasceu em Paris em 1908 e morreu em Sintra, no dia 20 de março de 1997. Iniciou um curso superior de Escultura na Universidade de Belas Artes em Lisboa e terminou-o em 1948, sendo que já nesta altura possuía “um ateliê em Lisboa e expõe com regularidade na Sociedade Nacional de Belas-Artes, onde recebe vários prémios, nomeadamente Medalha de Honra em Escultura e 2ª Medalha em Desenho. Recebe, ainda, o 1º e 2º Prémios Soares dos Reis e o Prémio Rocha Cabral.”
        Os seus estudos não ficaram por aí, sendo que nos anos 50, “frequenta o Curso de Ciências Pedagógicas na Faculdade de Letras de Lisboa e, posteriormente, vem a leccionar Modelação e Desenho na Escola António Arroio, entre outras.” 
Mais tarde, devido aos seus ideais neorrealistas, as suas obras eram espelhadas neste contexto, “mostrando o que pensava acerca da arte e do seu papel social, tendo por isso, sido considerado Persona non grata pelo Regime Salazarista.”
         Tendo em conta este aspeto, expõe por várias vezes em Lisboa, tendo sempre os seus trabalhos sido preteridos e não mais voltando a ganhar qualquer concurso. Ficou sem trabalho durante vários meses, e chegou a ser acusado, por alguns jornais da época, de “pertencer ao Partido Comunista Português.”
        Devido a esta situação, a sua situação financeira agravou-se e acabou por se exilar na Madeira, aceitando o cargo de docente na Academia de Belas Artes da Madeira, onde o exerceu por dois anos.
       Foi na Madeira, que tão bem o recebeu, que veio a ser reconhecido, não apenas como “Escultor e Mestre”, mas também como “Homem de grande potencial artístico.”
       Foi fundador da Orquestra da Câmara da Madeira, onde tocou e ensinou violeta durante 15 anos. “A sua versatilidade permitiu-lhe, ainda, manter uma actividade como jornalista, no Jornal de Notícias da Madeira, onde se dedicou a assuntos de cariz cultural.”
       Na década de 1980 regressa a Sintra, vivendo no lugar onde hoje podemos desfrutar grande parte das suas obras – o Museu Anjos Teixeira. Aqui contraiu o seu quarto matrimónio, casando com D. Lídia das Neves Pacheco, o “grande amor da sua vida.”

       Pedro Anjos Teixeira, faleceu aos 88 anos em Sintra sem deixar descendentes, mas deixando mais de “novecentos trabalhos de escultura, desenhos, medalhística, altos e baixos-relevos, maquetas executadas em bronze, mármore e terracota, os quais se encontram espalhados em Portugal e no estrangeiro.”